# 戴维·穆尔
戴维·穆尔（英語：David Moore，1953年12月30日—），澳大利亚男子射击运动员。他曾代表澳大利亚参加1998年、2002年和2006年英联邦运动会射击比赛，获得一枚金牌、四枚银牌和一枚铜牌。他也曾参加2000年、2004年和2008年夏季奥林匹克运动会。